# Limenitis albomarginata
Limenitis albomarginata är en fjärilsart som beskrevs av Gustav Weymer 1887. Limenitis albomarginata ingår i släktet Limenitis och familjen praktfjärilar. Inga underarter finns listade i Catalogue of Life.